# مقاطعة كيث (نبراسكا)
مقاطعة كيث (بالإنجليزية: Keith County)‏ هي إحدى مقاطعات ولاية نبراسكا في الولايات المتحدة الأمريكية.